# Bence Bánhidi
Bence Bánhidi (Györ, 9 de febrero de 1995) es un jugador de balonmano húngaro que juega como pívot en el SC Pick Szeged. Es internacional con la Selección de balonmano de Hungría.

## Palmarés

### Pick Szeged
- Liga húngara de balonmano (3): 2018, 2021, 2022
- Copa de Hungría de balonmano (1): 2019

## Clubes
- Balatonfúredi KSE (2012-2016)
- SC Pick Szeged (2016- )